# デニス・オリエク
デニス・オリエク（Dennis Oliech、1985年2月2日 - ）は、ケニア・ナイロビ出身のサッカー選手。ACアジャクシオ所属。ケニア代表である。兄のNixon Onywandaはサッカー指導者であり、ケニア・サッカーリーグのDagoretti Santosの監督を務めている。

## 来歴
ルオ族がルーツ。

### クラブ
2003年にカタールのアル・アラビ・ドーハに移籍し、2005年までプレーした。2004年には国籍をケニアからカタールに変更してカタール代表としてするよう依頼されたが、オリエクはこれを拒否した。
2005年12月、フランス・リーグ・アンのFCナントと4年契約を結んだ。移籍金は450万ドル。しかし、FCナントは2006-07シーズンを最下位で終えてリーグ・ドゥ（2部）に降格したため、2007-08シーズン序盤に得点力不足で苦しんでいたAJオセールにレンタル移籍した。2008年1月にはFCナントからAJオセールに完全移籍した。2011年9月25日、FCソショー戦(4-1)で移籍後初のハットトリックを決めた。このハットトリックは15分間で達成された。

### 代表
2002年、0-3で敗れたナイジェリア戦でケニア代表デビューした。同年9月7日、アフリカネイションズカップ2004予選のトーゴ戦(3-0)で初得点を挙げた。2003年7月5日に行われた同予選・カーボベルデ戦(1-0)では後半から出場し、本大会出場を決める決勝点を挙げた。2004アフリカネイションズカップ本大会にも出場し、ブルキナファソ戦(3-0)で得点している。

## 所属クラブ
- アル・アラビ・ドーハ 2003-2005
- FCナント 2006-2007
- AJオセール 2007-2012
- ACアジャクシオ 2013-2015
- アル・ナスルSC 2015-

## 個人成績

### 代表での得点
ケニアの得点を先に示している
| #   | 日時           | 場所                 | 相手                 | スコア | 結果 | 大会                                  |
| --- | -------------- | -------------------- | -------------------- | ------ | ---- | ------------------------------------- |
| 1.  | 2002年9月7日   | ナイロビ             | トーゴ               | 3–0    | 3–0  | アフリカネイションズカップ2004予選    |
| 2.  | 2002年12月3日  | ムワンザ             | ブルンジ             | 1–0    | 1–1  | 2002 CECAFAカップ                     |
| 3.  | 2002年12月6日  | ダル・エス・サラーム | エリトリア           | 2–0    | 4–1  | 2002 CECAFAカップ                     |
| 4.  | 2002年12月6日  | ダル・エス・サラーム | エリトリア           | 3–1    | 4–1  | 2002 CECAFAカップ                     |
| 5.  | 2002年12月9日  | ダル・エス・サラーム | スーダン             | 1–0    | 1–0  | 2002 CECAFAカップ                     |
| 6.  | 2002年12月14日 | ダル・エス・サラーム | タンザニア           | 3–2    | 3–2  | 2002 CECAFAカップ                     |
| 7.  | 2003年3月15日  | ナイロビ             | ウガンダ             | 2–0    | 2–2  | 親善試合                              |
| 8.  | 2003年3月23日  | ナイロビ             | タンザニア           | 3–0    | 4–0  | 親善試合                              |
| 9.  | 2003年3月29日  | ナイロビ             | モーリタニア         | 3–0    | 4–0  | アフリカネイションズカップ2004予選    |
| 10. | 2003年5月31日  | ナイロビ             | トリニダード・トバゴ | 1–1    | 1–1  | 親善試合                              |
| 11. | 2003 年6月13日 | アクラ               | ガーナ               | 2–0    | 3–1  | 親善試合                              |
| 12. | 2003年7月5日   | ナイロビ             | カーボベルデ         | 1–0    | 1–0  | アフリカネイションズカップ2004予選    |
| 13. | 2003年11月15日 | ナイロビ             | タンザニア           | 1–0    | 3–0  | 2006 FIFAワールドカップ・アフリカ予選 |
| 14. | 2003年11月15日 | ナイロビ             | タンザニア           | 3–0    | 3–0  | 2006 FIFAワールドカップ・アフリカ予選 |
| 15. | 2004年2月2日   | ビゼルト             | ブルキナファソ       | 2–0    | 3–0  | アフリカネイションズカップ2004        |
| 16. | 2004年9月4日   | ナイロビ             | マラウイ             | 2–0    | 3–2  | 2006 FIFAワールドカップ・アフリカ予選 |
| 17. | 2004年10月9日  | ハボローネ           | ボツワナ             | 1–0    | 1–2  | 2006 FIFAワールドカップ・アフリカ予選 |
| 18. | 2004年11月17日 | ナイロビ             | ギニア               | 1–0    | 2–1  | 2006 FIFAワールドカップ・アフリカ予選 |
| 19. | 2005年3月26日  | ナイロビ             | ギニア               | 1–0    | 1–0  | 2006 FIFAワールドカップ・アフリカ予選 |
| 20. | 2007年9月8日   | ナイロビ             | アンゴラ             | 2–1    | 2–1  | アフリカネイションズカップ2008予選    |
| 21. | 2008年6月7日   | ナイロビ             | ギニア               | 1–0    | 2–0  | 2010 FIFAワールドカップ・アフリカ予選 |
| 22. | 2008年6月7日   | ナイロビ             | ギニア               | 2–0    | 2–0  | 2010 FIFAワールドカップ・アフリカ予選 |
| 23. | 2008年6月14日  | ナイロビ             | ジンバブエ           | 2–0    | 2–0  | 2010 FIFAワールドカップ・アフリカ予選 |
| 24. | 2008年10月12日 | コナクリ             | ギニア               | 2–3    | 2–3  | 2010 FIFAワールドカップ・アフリカ予選 |
| 25. | 2009年3月28日  | ナイロビ             | チュニジア           | 1–1    | 1–2  | 2010 FIFAワールドカップ・アフリカ予選 |
| 26. | 2009年11月14日 | ナイロビ             | ナイジェリア         | 1–0    | 2–3  | 2010 FIFAワールドカップ・アフリカ予選 |
| 27. | 2011年6月25日  | ナイロビ             | スーダン             | 1–1    | 1–2  | 親善試合                              |
| 28. | 2011 年9月3日  | ナイロビ             | ギニアビサウ         | 2–1    | 2–1  | アフリカネイションズカップ2012予選    |
| 29. | 2011年11月11日 | ヴィクトリア         | セーシェル           | 2–0    | 3–0  | 2014 FIFAワールドカップ・アフリカ予選 |
| 30. | 2011年11月11日 | ヴィクトリア         | セーシェル           | 3–0    | 3–0  | 2014 FIFAワールドカップ・アフリカ予選 |
| 31. | 2011年11月15日 | ナイロビ             | セーシェル           | 2–0    | 4–0  | 2014 FIFAワールドカップ・アフリカ予選 |